# 皇镇街道
皇镇乡，是中华人民共和国山東省菏泽市牡丹区下辖的一个乡镇级行政单位。

## 行政区划
皇镇乡下辖以下地区：
皇镇村、潘庙李村、邢楼村、李真庄村、王庄村、付海村、徐罡屯村、张海村、张屯村、李性完村、西李庄村、刘平坊村、南靳庄村、沙海村、祁楼村、李和杨村、王桥村和夹河赵村。